# Odoaker
Odoaker nazywany także Odowac, łac. Flavius Odovacar, Odovacer albo Fl. Odovac (ok. 433–493) – wódz germański, prawdopodobnie z plemienia Herulów lub Skirów, władca Królestwa Italii zwanego Państwem Odoakra od 4 września 476 do swej śmierci.

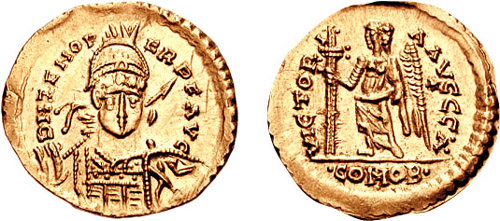
Solid Odoakra, wybity w dowód uznania zwierzchności Zenona

## Początki kariery wojskowej
Odoaker był synem księcia Skirów Edicona. Ojciec Odoakra był zaufanym wodzem i doradcą Attyli. W młodości został oficerem w świcie tego ostatniego. Później razem z Sasami zajął Andegawum (dzisiejsze Angers). Karierę w wojsku rzymskim rozpoczął u boku Rycymera. Później należał do przybocznych oddziałów cesarskich. W cesarstwie zachodniorzymskim doszedł do najwyższych stopni wojskowych – magister militum.

## Przejęcie władzy

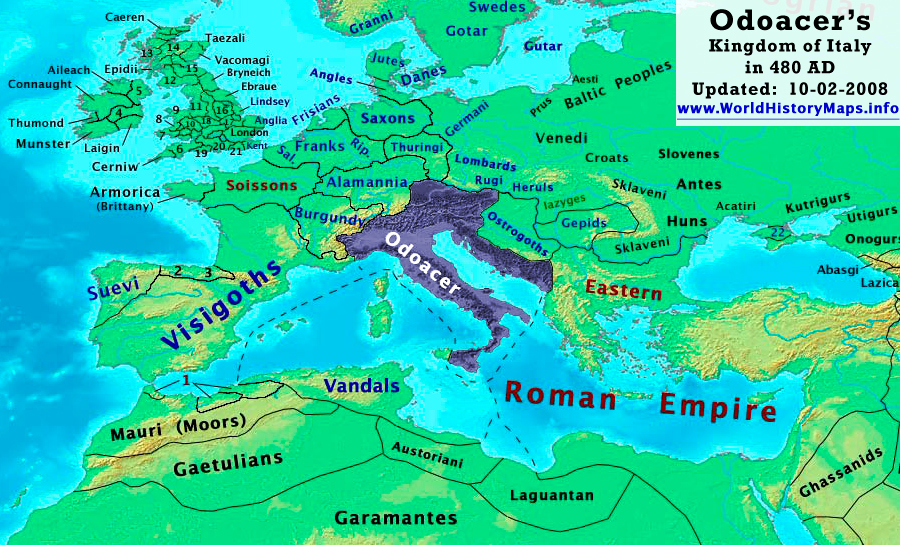
Zakres geograficzny władzy Odoakra w r. 480.

Stanął na czele spisku wojska i 23 sierpnia 476 został obwołany królem barbarzyńskich oddziałów zbrojnych w Italii. 4 września 476 zdetronizował ostatniego cesarza zachodniorzymskiego Romulusa Augustulusa i wygnał go do dzisiejszego Neapolu (do willi Castellum Lucullanum). W 480 odesłał insygnia cesarskie do Konstantynopola cesarzowi Zenonowi na znak, że czuje się zależny od władzy cesarzy wschodniorzymskich. W zamian zażądał przyznania mu tytułu patrycjusza. Cesarz Zenon odpowiedział, że Odoaker musi przedłożyć swoje żądania byłemu cesarzowi Juliuszowi Neposowi i przywrócić mu tron cesarstwa zachodniorzymskiego. W liście Zenon zwracał się do Odoakra tytułując go patrycjuszem, tak więc Odoaker uznał, że osiągnął swój cel, czyli podstawę do formalnego sprawowania władzy w Italii jako reprezentant cesarzy wschodniorzymskich. Dla podkreślenia tej sytuacji wybijał na podległym sobie terytorium monety z wizerunkami cesarzy wschodniorzymskich, a nawet przebywającego w Dalmacji cesarza Neposa. Odoaker zachował rzymską armię i administrację. Po śmierci Neposa (480) włączył Dalmację do rządzonego przez siebie państwa. Następnie zdobył Sycylię pokonując Wandalów.

## Upadek
Kolejne sukcesy Odoakra w walce z plemionami Rugiów, gdy w 487 podbił zajmowane przez nich Noricum, zaniepokoiły cesarza Zenona, który wykorzystując jako pretekst skargę syna zabitego przez Odoakra króla Rugiów zachęcił króla Ostrogotów Teodoryka do zaatakowania Italii. 28 sierpnia 489 wojska Odoakra przegrały bitwę nad rzeką Isonzo, w wyniku czego Teodoryk opanował północną Italię. Odoaker bronił się jeszcze do marca 493 w dobrze ufortyfikowanej Rawennie. W wyniku zawartego ostatecznie porozumienia obaj wodzowie mieli sprawować władzę wspólnie. Po kilku dniach Odoaker został jednak razem z żoną nieznanego imienia, bratem Onuflem i synem Telą zamordowany przez swego rywala Teodoryka podczas wspólnej uczty.